# Kiril Mihajlovski
Kiril Mihajlovski, makedonski general, * 16. junij 1916, † 20. maj 1991.

## Življenjepis
Med vojno je bil sprva politični komisar več brigad, nato pa je bil poveljnik 50. in 51. divizije,...
Po vojni je bil med drugim načelnik oddelka na Vojaškozgodovinskem inštitutu.